# Hawthorne (Nevada)
Hawthorne is een plaats (census-designated place) in de Amerikaanse staat Nevada, en valt bestuurlijk gezien onder Mineral County.

## Demografie
Bij de volkstelling in 2000 werd het aantal inwoners vastgesteld op 3311.

## Geografie
Volgens het United States Census Bureau beslaat de plaats een oppervlakte van
3,8 km², geheel bestaande uit land.

## Plaatsen in de nabije omgeving
De onderstaande figuur toont nabijgelegen plaatsen in een straal van 72 km rond Hawthorne.